# Az Azori-szigetek zászlaja

Nemzeti zászló. Arányai: 2:3

Az Azori Felszabadítási Front zászlaja, a független Azori-szigeteknek szánt lobogó

Az Azori-szigetek zászlaja az Azori-szigetek egyik nemzeti jelképe.
A zászlót 1979. április 10-én vezették be.
Színei megegyeznek az 1830 és 1911 közötti portugál zászló színeivel; felsőszöge egy portugál címerrel ellátott pajzs. A kék és a fehér Portugália hagyományos színei.
A héja (portugálul:açor) a szigetek nevére utal. A kilenc csillag Flores, Corvo, Terceira, São Jorge, Pico, Faial, Graciosa, São Miguel és Santa Maria szigeteit képviseli.